# Énora Malagré
Énora Malagré, née le 20 juillet 1980 à Morlaix, est une chroniqueuse, comédienne et animatrice de radio et de télévision française.

## Biographie

### Jeunesse
Née à Morlaix en Bretagne d'un père travaillant en milieu hospitalier et d'une mère éleveuse de chiens, elle déménage à Trappes et rejoint le lycée Sainte-Thérèse-de-l'Enfant-Jésus, à Rambouillet dans les Yvelines, à l'âge de dix ans. Elle passe son collège et son lycée dans un lycée privé catholique. À sa majorité, elle part vivre à Paris. Elle abandonne ses études de droit pour s'inscrire au Cours Simon et entamer une brève carrière de comédienne, la télévision arrive ensuite par hasard, après avoir rencontré des journalistes alors qu'elle était hôtesse d'accueil dans l'entreprise d'Emmanuel Chain.

### 2004-2010: Radio Nova, cinéma, Arte, RTL9 et Paris Première
Pour ses débuts dans les médias, elle précise : « j'ai rencontré celle qui a changé ma vie, Fadia Dimerdji, la cofondatrice de Radio Nova. elle m'a dit : « Tu as une voix de radio, viens chez Nova. » Énora Malagré fait ses premiers pas à la radio en 2004 sur Nova où elle est tantôt chroniqueuse tantôt animatrice pendant six ans.
En 2004, elle tourne pour le réalisateur Jean Paul Civeyrac dans le court métrage Tristesse beau visage.
Elle anime sa première émission de télévision sur Arte en 2005, une émission musicale intitulée Juke box memories. Elle est rapidement autrice pour diverses émissions grâce à sa rencontre avec Alain Kappauf. En 2008, elle anime en voix off le jeu Cash ou tâche sur RTL9.
En 2009, elle fait des sketches dans l'émission La mode la mode la mode produite par Mademoiselle Agnès et diffusée sur Paris Première, ce qui, d'après Enora Malagré, marquera réellement ses débuts à la télévision.
Dans la foulée, elle anime Pouet Pouet croisette sur cette même chaîne. En 2010, elle réalise des chroniques en partenariat avec la marque Schweppes et Radio Nova.

### 2010-2011: NRJ, Touche pas à mon poste, France 4 et France 2
Du 23 août 2010 au 8 juillet 2011, elle co-anime, avec Sébastien Cauet, C'Cauet sur NRJ. Elle quitte la radio au bout d'un an. À la même période, elle va intégrer l'équipe de Touche pas à mon poste !.
En effet, en janvier 2011, elle devient chroniqueuse dans l'émission d'analyse médias Touche pas à mon poste !, animée par Cyril Hanouna dont elle est très proche, et diffusée sur France 4
En parallèle à cette émission, elle est aussi chroniqueuse dans Le Bureau des plaintes sur France 2 en mars 2011 ; sur France 4, elle anime Et toi, est-ce que tu buzz ? ; en février 2011, elle présente, aux côtés de Louise Ekland, Frog & Rosbif, et en juin, elle co-présente Louise contre attaque. En septembre de la même année, elle anime avec Élodie Gossuin, Ça va mieux en le disant, toujours sur France 4, émission qui disparaît rapidement de l'antenne, faute d'audience.

### 2011-2013: Virgin Radio, D8, D17 et Europe 1
Par la suite, elle se concentre sur sa collaboration avec Cyril Hanouna. Le 22 août 2011 et durant un an, elle coanime avec lui Hanouna le matin, la matinale de Virgin Radio entre 6 h et 9 h. À la télévision, elle le suit en octobre 2012 lors du transfert de Touche pas à mon poste ! sur D8. Elle est même présente tous les jours durant les premiers mois. En décembre 2012, elle co-anime avec Cyril Hanouna les Virgin Radio Fans en direct sur Virgin Radio et D17.
En 2013, elle commence à s'émanciper du rôle de chroniqueuse : en janvier, elle anime le mardi soir, en seconde partie de soirée sur D8, l'émission Nouvelle Star, ça continue....
Entre juin et novembre 2013, elle fait partie de la bande de l'émission radiophonique à succès On va s'gêner, de Laurent Ruquier, sur Europe 1.
Puis durant l'été 2013, elle fait partie des chroniqueurs qui animent Touche pas à mon poste ! à tour de rôle. Il s'agit d'un galop d'essai avant le grand saut à la rentrée.

### 2013-2017: Virgin Radio, D8 et CStar
À partir du 26 août 2013 elle se lance seule à la radio : elle anime la tranche de 21 h sur Virgin Radio (puis 21 h - 23 h), en compagnie de Michael Zazoun, Jean-Michel Maire et Stéphane Bak, dans une émission intitulée Enora le soir.
À la télévision, elle présente, à partir de mars 2014, sa propre émission. Derrière le poste est diffusé en première partie de soirée sur D8 et créé et produit par Cyril Hanouna. L'émission s'intéresse aux coulisses d'événements télévisuels et reçoit des personnalités de la télévision concernées par ces évènements. La première émission est diffusée le vendredi 28 mars et s'avère être un échec, réunissant 2 % du public. Le deuxième numéro, diffusé le jeudi 10 juillet 2014, fait de meilleures audiences : une éventuelle annulation de l'émission envisagée après l'échec du premier numéro, est ainsi évitée.
En 2015, son émission Enora le soir connaît de faibles audiences (37 000 auditeurs de moyenne) et n'est pas reconduite à la rentrée 2015 ; Énora Malagré quitte donc la station de radio. La dernière émission a lieu le 26 juin 2015.
Pour la rentrée médiatique 2016, Énora Malagré retrouve son rôle de chroniqueuse dans le talk-show TPMP.
En raison de ses mauvaises audiences, son émission Derrière le poste s'arrête au début de l'année 2017. Elle se lance cependant dans une nouvelle émission, cette fois sur CStar. Dans Le Van, elle reçoit des vedettes du moment pour un entretien décomplexé. Le programme fait cependant un très mauvais score dès sa première diffusion, se trouvant ainsi en dernière position, derrière toutes les autres chaînes de la TNT.
Le 29 mai 2017, elle annonce dans un message vidéo sur Twitter son départ de l'émission Touche pas à mon poste !,.

### 2018-2020: La Women Trend Family, France 2 et pièces de théâtre
Dès le 22 mars 2018, elle fait son retour en animant un talk-show en 3D intitulé Les Avatarés, qui traite de nombreux sujets comme les médias, le cinéma, la musique ou les réseaux sociaux et qui est diffusé uniquement sur la page Facebook de Télé Loisirs,,. Le 23 avril 2018, elle lance avec Justine Fraioli un nouveau site féminin, La "Women Trend Family" (WTF). 
Après avoir plusieurs fois annoncé son envie de monter sur les planches, Gérard Louvin annonce qu'Énora Malagré montera sur scène à l'automne 2018, au théâtre Daunou, pour la pièce Les Enfumés, mis en scène par Éric Delcourt.  Du 3 octobre 2018 à février 2019, Enora Malagré joue dans La Dame de chez Maxim, au Théâtre du Gymnase à Paris, l'adaptation du classique de Feydeau, mis en scène par Alain Sachs, avec Christophe Alévêque, Sophie Mounicot, Guy Lecluyse et François Rollin. Le 13 octobre 2018, elle présente l'émission My First Fashion Week sur Elle Girl TV. À partir du 20 octobre 2018, elle est chroniqueuse dans l'émission culturelle Bons Baisers d'Europe de Stéphane Bern, diffusée sur France 2,.
Le 15 mars 2019, elle présente l'émission My street fashion week sur Elle Girl TV. Le 8 avril 2019, elle fait un essai comme chroniqueuse dans l'émission de débat Les Grandes Gueules sur RMC. Le 17 juin 2019, elle récite le poème Ridiculum vitae de Jean-Pierre Verheggen dans le cadre d'un cycle vidéo Poésie (dans un monde de brutes) sur la chaîne YouTube d'Arte. Le 29 juin 2019, elle partage l'affiche du court-métrage Madjid et Laura, de Khajag Soudjian, aux côtés de Fayçal Safi, qui concoure à des festivals de films. 
À partir du 26 septembre 2019, elle est chroniqueuse dans l'émission De quoi j'me mêle sur C8, présentée par Éric Naulleau, qui fut d'abord programmée en troisième partie de soirée en direct le jeudi soir à 23 h 30, puis finalement diffusée en différé le samedi à 23 h. Le 8 octobre 2019, elle publie son premier livre autobiographique Un cri du ventre. Dès le 15 novembre 2019, elle est à l'affiche de la pièce de théâtre À vrai dire, que serait le monde sans le mensonge ?.

### 2021-Présent: émissions de télévision, films et pièces de théâtre
À partir de septembre 2023, elle intervient dans Le Magazine de la santé pour une chronique, tous les quinze jours. La même année, elle réalise un documentaire intitulé Ces Français qui nous nourrissent, qui est diffusé sur C8.
Le 19 février 2024, elle obtient un rôle dans la web série En coloc avec de Bertrand Uzeel. À partir du 6 avril 2024, elle est chroniqueuse dans l'émission La Grande Semaine sur M6. Le 12 Juin 2024, sort le film Paradis Paris, dont elle interprète Mylène.
Le 9 avril 2025, elle incarne une policière dans le film Doux Jésus.

### Vie privée
Énora Malagré est ouvertement bisexuelle,. Elle est en couple avec le DJ Cut Killer de 2001 à 2013,,,,,.

## Synthèse de ses activités audiovisuelles

### Parcours à la radio
- 2004-2010 : animatrice et chroniqueuse sur Radio Nova
- 2010-2011 : coanimatrice dans C'Cauet, sur NRJ, avec Sébastien Cauet
- 2011-2012 : coanimatrice dans Hanouna le matin, sur Virgin Radio, avec Cyril Hanouna
- 2013 : chroniqueuse dans On va s'gêner, sur Europe 1, avec Laurent Ruquier
- 2013-2015 : animatrice dans Enora le soir, sur Virgin Radio
- 2019  : chroniqueuse dans Les Grandes Gueules sur RMC
- 2023-2024 : chroniqueuse dans Sophie et les copains sur Europe 1

### Émissions de télévision

#### Animatrice et chroniqueuse
- 2005 : Juke box memories, sur Arte (émission unique)
- 2008 : Cash ou tâche, sur RTL9 : animatrice en voix off
- 2009 : La mode la mode la mode, sur Paris Première
- 2009 : Pouet Pouet croisette, sur Paris Première (sketches)
- 2010-2017 : Touche pas à mon poste !, sur France 4 puis D8/C8 : chroniqueuse
- 2010 : Et toi, est-ce que tu buzz ?, sur France 4
- 2011 : Frog & Rosbif, sur France 4, avec Louise Ekland
- 2011 : Louise contre attaque, sur France 4, avec Louise Ekland
- 2011 : Ça va mieux en le disant, sur France 4 avec Élodie Gossuin
- 2011 : Le Bureau des plaintes sur France 2 : chroniqueuse
- 2012 : Virgin Radio Fans, sur D17 avec Cyril Hanouna
- 2013 : 2013 au poste avec Valérie Bénaïm sur D8
- 2013-2014 : Nouvelle Star, ça continue..., sur D8 : animatrice
- 2013 : Le Grand 8 sur D8 : chroniqueuse
- 2014-2016 : Derrière le poste, sur D8 : animatrice
- 2014-2015 : Touche pas à mon poste ! sur D8 : animatrice joker de Julien Courbet
- 2015 : Touche pas à mon poste même l'été sur D8 : animatrice
- 2016 : Touche pas à mon sport sur D8 : chroniqueuse
- 2016 : Il en pense quoi Camille ? sur C8 : chroniqueuse
- 2017 : Le Van, sur CStar : animatrice
- 2018 : My First Fashion Week sur Elle Girl
- 2019 : My Street Fashion Week sur Elle Girl
- 2018-2019 : Bons baisers d'Europe sur France 2 : chroniqueuse
- 2019 : Les Grandes Gueules sur RMC Story : chroniqueuse
- 2019-2020 : De quoi j'me mêle sur C8 : chroniqueuse
- Depuis 2023 : Le Magazine de la santé sur France 5 : chroniqueuse.
- Depuis 2024 : La Grande Semaine sur M6 : chroniqueuse
- 2024 : Demain j’arrête le sucre sur Canal + Doc

#### Réalisatrice
- 2023 : Ces Français qui nous... sur C8 (documentaire) : réalisation et narration

#### Participante / candidate
- 2017 : Les Enquêtes de TPMP sur C8 : participation et narration
- 2017 : Top Gear France sur RMC Découverte
- 2017-2020 et 2024  : Fort Boyard sur France 2 : participante
- 2023 : saison 6 du Meilleur Pâtissier, spécial célébrités sur Gulli : candidate

### Activité Web
- 2018 : Les Avatarés, uniquement sur la page Facebook de Télé Loisirs les jeudis
- 2018 : La « Women Trend Family » (WTF) avec Justine Fraioli (application sur Android et iOS, site web)
- 2020 : Enoramalagre.tv

## Bilan artistique

### Littérature
- 2019 : Un cri du ventre, éditions Leduc.S, 8 octobre 2019

### Théâtre
- 2004 : L’atelier de Jean-Claude Grumberg : rôle de Mimi [46]
- 2005 : Le Songe d'une nuit d'été : Tatiana [46]
- 2006 : Casanova : Marceline [46]
- 2007 : Quartett de Heiner Muller [46]
- 2008 : Fils de P, avec la compagnie Fanadeep[46]
- 2018-2020 : La Dame de chez Maxim, de Georges Feydeau, mis en scène d'Alain Sachs, Théâtre du Gymnase, tournée début 2020
- 2019 : L'Interrogatoire, au théâtre Bobino, avec Jeremstar
- 2019-2020 : À vrai dire, que serait le monde sans le mensonge ? de Sylvain Meyniac et Manuel Gelin, au Théâtre du Gymnase
- 2022-2023 : Derrière le rideau d'Anne Bouvier
- 2023 : La Voie des femmes, mise en scène de Séverine Ferrer
- 2024 : Le Bal des vautours d'Alain Krief, mise en scène d'Olivier Macé
- 2024 : Vive le vent, mise en scène de Philippe Lelièvre
- 2025 : La Soirée avait si bien commencé, mise en scène Guillaume Mélanie au théâtre de Passy

### Cinéma
- 2004 : Tristesse beau visage, court métrage de Jean-Paul Civeyrac
- 2019 : Majid et Laura (court métrage) de Khajag Soudjian
- 2020 : 10 minutes chrono, court métrage de Maurad Dahmani
- 2024 : Paradis Paris, film de Marjane Satrapi : Mylène
- 2025 : Doux Jésus de Frédéric Quiring : La policière

### Série
- 2021 : Profession comédien sur TMC : elle-même
- 2024 : En coloc' avec sur Youtube : épisode L'ultra féiniste